# Labeotropheus
Genre
Répartition géographique
Labeotropheus est un genre de poissons de la famille des Cichlidae endémique du lac Malawi en Afrique de l'Est. C'est avec Pseudotropheus un des deux genres appelés localement M'Buna. Le genre Labeotropheus fait partie de l'ordre des Cichliformes.

## Liste des espèces
Selon FishBase (25 janvier 2017) :
- Labeotropheus fuelleborni Ahl, 1926
- Labeotropheus trewavasae Fryer, 1956

## Croisement, hybridation, sélection
Il est impératif de maintenir des espèces de ce genre et d'autres du genre Labeotropheus seules ou en compagnie d'autres espèces d'autres genres, mais de provenance similaire (lac Malawi), afin d'éviter toute facilité de croisement. Le commerce aquariophile a également vu apparaitre un grand nombre de spécimens provenant d'Asie notamment et aux couleurs variées ou albinos, dues à la sélection, à l'hybridation ou autres procédés.

## Galerie

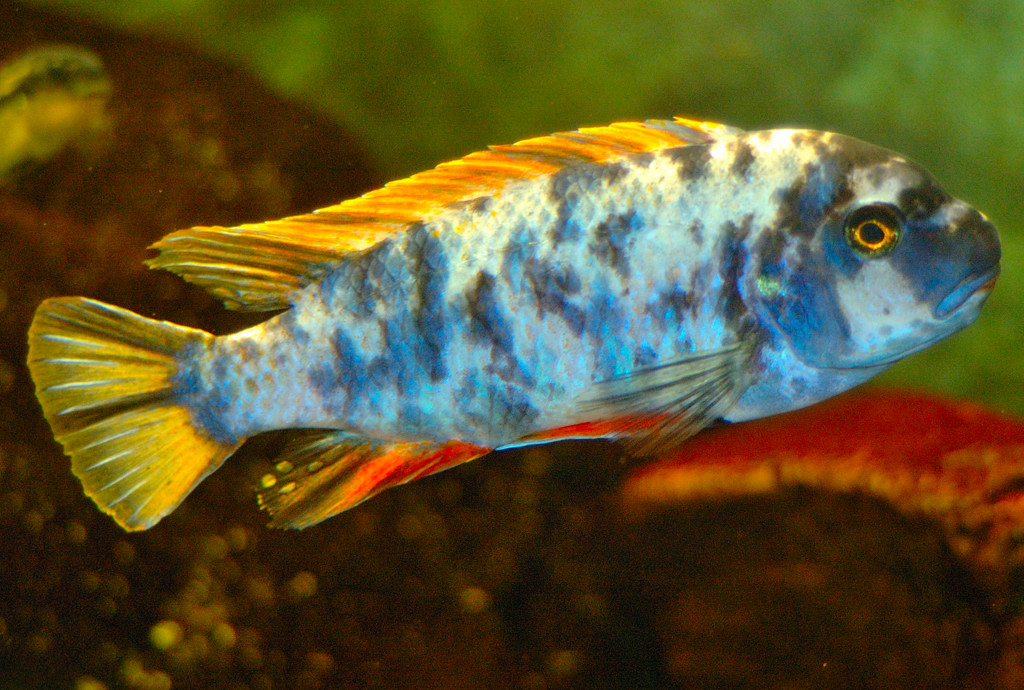
Labeotropheus fuelleborni forme "OB" (orange blotch)
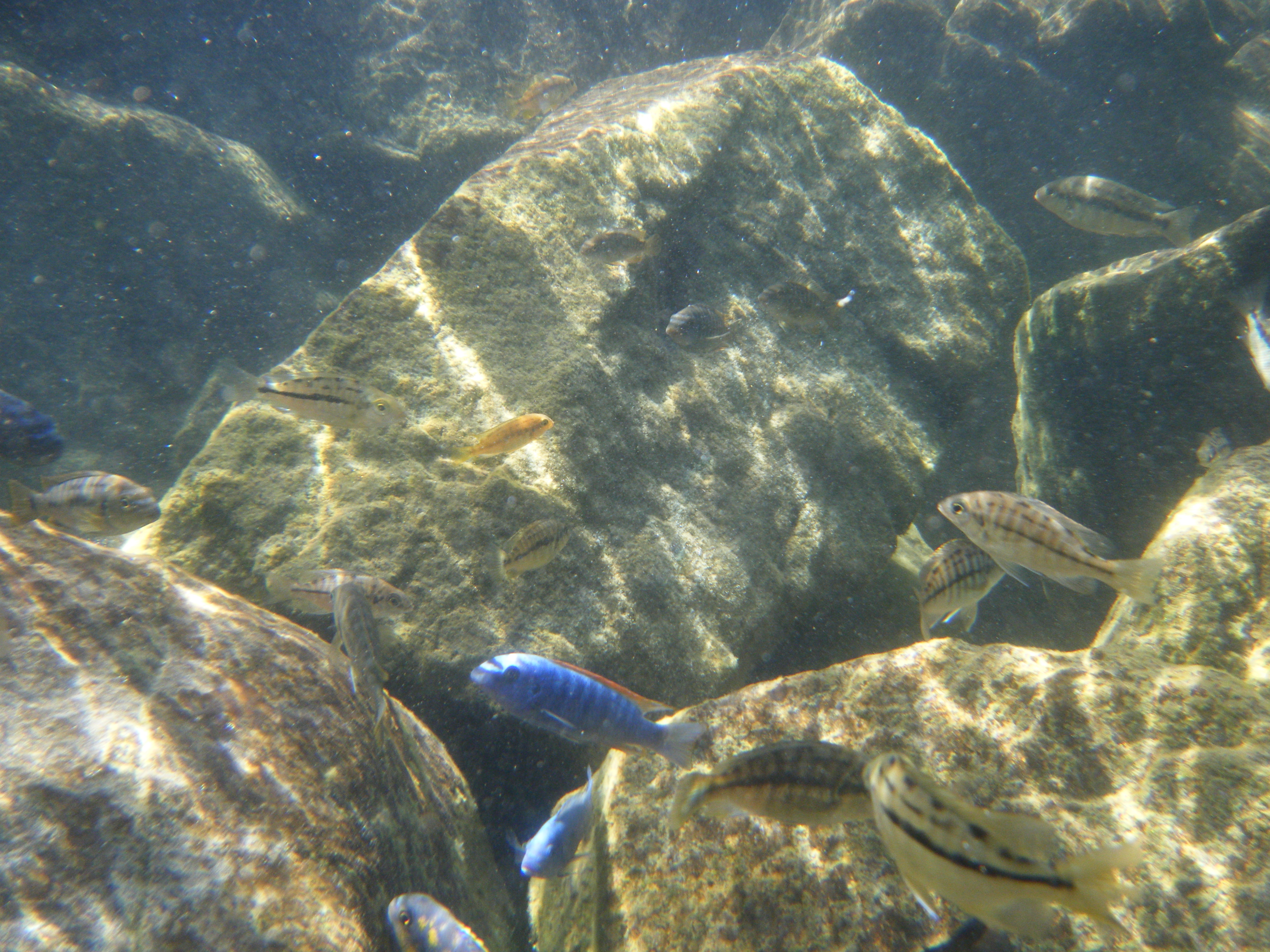
Labeotropheus trewavasae "Thumbi West" - (au centre, de couleur bleue avec la nageoire dorsale rouge)